# Art House
Pour plus de détails, voir Fiche technique et Distribution.
Art House est un film américain réalisé par Leigh Scott, sorti en 1998. Il met en vedettes Dan O'Donahue, Chris Hardwick et Rebecca McFarland.

## Synopsis
Le cinéma d'art et d'essai (art house en anglais) est un genre cinématographique qui englobe des films dont le contenu et le style, souvent artistique ou expérimental, adhèrent à la vision artistique personnelle des cinéastes, avec le moins de compromis possible.
Le film suit Ray McMichael, qui est cinéaste (scénariste et réalisateur) à temps partiel, et employé de café à temps partiel. En difficulté, Ray tente de faire parler de lui à Hollywood. Afin de pimenter son nouveau scénario et de faire le plus grand film indépendant de tous les temps, Ray demande l’aide du prétentieux Weston Craig, chouchou des festivals de films et maître du jargon branché. Mais Weston fait rapidement disparaître du scénario toute trace de l’influence de Ray, créant ainsi un film rempli de références à la culture populaire et de discussions insensées, essentiellement un film sur rien. Avant que Ray ne découvre la supercherie, le script devient le buzz de Hollywood. À travers leur lutte, Ray et Weston rencontrent des agents artistiques, des starlettes, des lesbiennes, des stars du porno, des extraterrestres et un auteur énigmatique nommé Dagmar Geech.

## Distribution
- Dan O'Donahue : Ray McMichael
- Chris Hardwick : Weston Craig
- Rebecca McFarland : Molly Fitzsimmons
- Amy Weber : Faith
- Luigi Amodeo : Tony Bonerelli
- Eva Loseth : Lindsey
- J. P. Manoux : Beezer
- Adam Carolla : Cool Guy
- Cheryl Pollak : Shiloh
- Mike Phirman : Joey
- Jacinda Barrett : Tiffany
- Michael A. Goorjian : Danny Farthing
- Jeff Denton : Chet
- Monique Jones : une assistante réalisatrice
- Brian Turk : Tom
- David Schlegel : l'homme au casque audio
- Tucker Foreman : l'homme sombre
- Erin Ramirez : la fille aux fraises[2]

## Production
Le tournage a eu lieu à Los Angeles, en Californie, aux États-Unis.